# Streaky Bay District Council
Koordinaten: 32° 48′ S, 134° 13′ O

Der District Council of Streaky Bay ist ein lokales Verwaltungsgebiet (LGA) im australischen Bundesstaat South Australia. Das Gebiet ist 6232 km² groß und hat etwa 2000 Einwohner (2016).
Streaky Bay liegt am Westende der Eyre-Halbinsel etwa 470 Kilometer Luftlinie nordwestlich der Metropole Adelaide. Das Gebiet beinhaltet 24 Ortsteile und Ortschaften: Baird Bay, Calca, Capietha, Chandada, Courela, Cungena, EBA Anchorage, Emerald Rise, Fishermans Paradise, Haslam, Inkster, Karcultaby, Mount Cooper, Perlubie, Pelubie Landing, Piednippie, Poochera, Sceale Bay, Smooth Pool, Streaky Bay, Wirrulla, Witera, Yanerby und Yantanabie. Der Verwaltungssitz des Councils befindet sich in der Küstenstadt Streaky Bay im Westen der LGA.

## Verwaltung
Der Council von Streaky Bay hat acht Mitglieder, die von den Bewohnern der zwei Wards gewählt werden (je vier aus dem Eyre und dem Flinders Ward). Diese beiden Bezirke sind unabhängig von den Ortschaften festgelegt. Aus dem Kreis der Councillor rekrutiert sich auch der Mayor (Bürgermeister) des Councils.